# Каламкас — Каражанбас — Бейнеу
Каламкас – Каражанбас – Бейнеу – газопровід на заході Казахстану, призначений для видачі продукції кількох нафтових родовищ.
Під час розробки родовищ на півострові Бузачі разом з нафтою отримують значні обсяги природного газу. Частина цього ресурсу використовується на технологічні потреби промислів та живлення ТЕС Каламкас, а надлишки видаються до газотранспортної мережі Казахстану. Останнє відбувається за допомогою системи трубопроводів, яка включає:
- газопровід довжиною біля семи десятків кілометрів та діаметром 426 мм від родовища Каламкас до родовища Каражанбас. В першій половині 2020-х анонсували проект прокладання тут резервної нитки довжиною 72,5 км та діаметром 530 мм;
- запущений в 2012-му газопровід завдовжки 12 км та діаметром 200 мм між родовищами Північні Бузачі та Каражанбас;
- дві нитки довжиною біля чотирьох сотень кілометрів та діаметром по 500 мм від родовища Каражанбас до компресорної станції Кульсари, яка розташована на ділянці Бейнеу — Індер системи Центральна Азія – Центр.
Транспортування газу з Каражанбас забезпечує компресорна станція, яка після запуску в 2010-му другої черги подвоїла свою потужність до 0,6 млн м3 на добу. В 2021 році реалізація товарного газу за межі промислу Каражанбас склала 45 млн м3.